# Twist in My Sobriety
Twist in My Sobriety ist ein Popsong von Tanita Tikaram. Er erschien im Herbst 1988 als zweite Singleauskopplung aus dem Album Ancient Heart und erreichte in Deutschland, Österreich und der Schweiz die Top Ten der Hitparade.

## Geschichte
Der von Tikaram selbstgeschriebene Song wurde von Rod Argent und Peter Van Hooke produziert. Van Hooke spielte auch das Schlagzeug, Argent die Keyboards, Tanita Tikaram die Gitarre. Oboenklänge untermalen den langsamen Song. Sie wurden von Malcolm Messiter gespielt. 
Das Lied beginnt mit der Textzeile „All God’s children need travelling shoes“, Titel eines 1986 erschienenen Buchs von Maya Angelou. 
Der Song brachte Tikaram Vergleiche mit Suzanne Vega und Tracy Chapman ein. Twist in My Sobriety erreichte in Deutschland und Österreich Platz zwei, in der Schweiz Platz sechs und im Vereinigten Königreich Platz 22 der Charts. 2001 wurde der Song für den Soundtrack des Films Banditen! (Bandits) verwendet.

## Coverversionen
1989 coverte Liza Minnelli den Song für ihr Album Results, das von den Pet Shop Boys produziert wurde. Des Weiteren gibt es neben vielen anderen Versionen eine der ungarischen Sängerin Kati Kovács (1989) sowie von der deutschen Metal-Band Dreadful Shadows (1999). Der deutsche Techno-DJ Justus Köhncke veröffentlichte 2016 auf seinem Album An Alle (2016) mit Gina D’Orio eine deutsche Coverversion unter dem Titel Ein Riss in meiner Nüchternheit.